# Сыртланова, Елизавета Александровна
Елизавета Александровна Сыртланова-Шляхтина (22 ноября 1881 — 11 декабря 1961) — актриса, режиссёр. Заслуженный артист Башкирской АССР (1943).

## Биография
Родилась в 1881 году в посёлке Суксунского завода Красноуфимского уезда Пермской губернии (ныне — посёлок городского типа Суксун Пермского края).
В 1912 году стала актрисой труппы «Нур», с 1915 по 1917 — «Ширкәт», а в 1918—1919 гг — фронтовых театров при политотделах первой и Туркестанской армий. С 1920 года актриса Уфимского государственного татарско-башкирского показательного театра, с 1922 по 1930 режиссёр и художественный руководитель различных театральных коллективов Урала, Сибири и Дальнего Востока, с 1931 года режиссёр Баймакского колхозно-совхозского театра, в 1933—1938 — Аургазинского колхозно-совхозского театра, в 1939—1948 заведующий музеем БАТД.
Исполняла характерные и комедийные роли. Сыртланова — мастер точных бытовых деталей, меткой речевой характеристики. Сыграла более 300 ролей по башкирским и татарским произведениям: Сарби («Башмагым»), Гарифа («Алдым-бирҙем» — «Брачный договор» Г. Исхаки), Гайна (1911, дебют), Джамиля, Мать (все — «Бәхетһеҙ егет» — «Несчастный юноша» Г.Камала); классических русских и зарубежных: Мартина («Ирекһеҙҙән табип» — «Лекарь поневоле» Мольера), фрау Миллер («Мәкер һәм мөхәббәт» — «Коварство и любовь» Ф.Шиллера), Кабаниха («Гроза»), Кручинина («Ғәйепһеҙ ғәйеплеләр» — «Без вины виноватые»; обе — А. Н. Островского) драматургии. Выступала также под псевдонимом Сумчинская. В режиссёрском репертуаре С.-Ш. спектакли по пьесам Ф.Амирхана, Б.Бикбая, Ф.Бурнаша, Т.Гиззата, Я.Вали, Р.Нигмати, С. М. Мифтахова и другие.
Осуществила постановки в Башкирском театре драмы: «Башмағым» («Башмачки») Х. К. Ибрагимова, «Брадәрән Ғәлимовтар» («Братья Галимовы») Г. Х. Ниязбаева, «Ете юл сатында» («На бойком месте») Островского (совместно с В. Г. Галимовым); Аургазинском колхозно-совхозском театре — «Йәш йөрәктәр» («Молодые сердца») Ф.Бурнаша, «Себерэк Гилман» («Сибиряк Гильман») А. М. Тагирова и другие. Автор переводов на татарский язык таких пьес, как «Без вины виноватые» Островского, «Шторм» В. Н. Билль-Белоцерковского, «Приговор» С. И. Левитиной .